# Jean Bourgknecht
Jean Bourgknecht (Friburgo, 16 settembre 1902 – Friburgo, 23 dicembre 1964) è stato un avvocato e politico svizzero, membro del Consiglio federale dal 17 dicembre 1959 al 30 settembre 1962.

## Biografia
Nato nel 1902 a Friburgo, era figlio di Louis, avvocato, e di Eugénie-Louise Wuilleret. Completati gli studi nelle università di Friburgo, Berna e Vienna, iniziò a lavorare nello studio legale di suo padre.
Dal 1950 al 1959 fu sindaco di Friburgo, sua città natale, e in contemporanea fu membro del Consiglio nazionale (1951-1956) e poi del Consiglio degli Stati (1956-1959). Durante il suo mandato al Consiglio degli Stati, fu Presidente del Partito Democratico Cristiano, che allineò a posizioni centriste.
Nel 1959, a seguito delle dimissioni di Philipp Etter, Bourgknecht fu eletto consigliere federale con 134 voti, sconfiggendo Ettore Tenchio e Roger Bonvin. Fu il secondo Consigliere federale a provenire dal Canton Friburgo, dopo Jean-Marie Musy.
Dimessosi nel 1962 per motivi di salute, morì due anni dopo a Friburgo.